# Micromus formosanus
Micromus formosanus är en insektsart som först beskrevs av Krüger 1922.  Micromus formosanus ingår i släktet Micromus och familjen florsländor. Inga underarter finns listade i Catalogue of Life.